# Mimeusemia eumelas
Mimeusemia eumelas är en fjärilsart som beskrevs av Jordan 1912. Mimeusemia eumelas ingår i släktet Mimeusemia och familjen nattflyn. Inga underarter finns listade i Catalogue of Life.